# Liste der Bodendenkmäler in Prebitz
Auf dieser Seite sind die Bodendenkmäler in der oberfränkischen Gemeinde Prebitz zusammengestellt. Diese Tabelle ist eine Teilliste der Liste der Bodendenkmäler in Bayern. Grundlage ist die Bayerische Denkmalliste, die auf Basis des Bayerischen Denkmalschutzgesetzes vom 1. Oktober 1973 erstmals erstellt wurde und seither durch das Bayerische Landesamt für Denkmalpflege geführt wird. Die folgenden Angaben ersetzen nicht die rechtsverbindliche Auskunft der Denkmalschutzbehörde.

## Bodendenkmäler der Gemeinde Prebitz

### Bodendenkmäler in der Gemarkung Prebitz
| Lage               | Objekt                                                                     | Akten-Nr.     | Bild |
| ------------------ | -------------------------------------------------------------------------- | ------------- | ---- |
| Prebitz (Standort) | Frühneuzeitliche Schanze.                                                  | D-4-6135-0001 |      |
| Prebitz (Standort) | Spätmittelalterliche Wüstung.                                              | D-4-6135-0002 |      |
| Prebitz (Standort) | Karolingisch-ottonisches Reihengräberfeld.                                 | D-4-6136-0002 |      |
| Prebitz (Standort) | Mittelalterlicher Turmhügel. Siehe auch: Turmhügel Altencreußen            | D-4-6136-0003 |      |
| Prebitz (Standort) | Siedlung vor- und frühgeschichtlicher Zeitstellung.                        | D-4-6136-0011 |      |
| Prebitz (Standort) | Siedlung vor- und frühgeschichtlicher Zeitstellung.                        | D-4-6136-0012 |      |
| Prebitz (Standort) | Siedlung vor- und frühgeschichtlicher oder mittelalterlicher Zeitstellung. | D-4-6136-0023 |      |